# Amphalius manosus
Amphalius manosus är en loppart som beskrevs av Li Kueichen 1979. Amphalius manosus ingår i släktet Amphalius och familjen fågelloppor. Inga underarter finns listade i Catalogue of Life.